# Drežnik, Kostel
Drežnik este o localitate din comuna Kostel, Slovenia, cu o populație de 4 locuitori.